# Oncholaimus bajulus
Oncholaimus bajulus är en rundmaskart som beskrevs av Paramonov 1937. Oncholaimus bajulus ingår i släktet Oncholaimus och familjen Oncholaimidae. Inga underarter finns listade i Catalogue of Life.